# Église de la Nativité de la Vierge Marie (Prague)
Pour les articles homonymes, voir Église de la Nativité.
L’église de la Nativité de la Vierge Marie (Kostel narozeni panny marie) est une église romane située à Prague en République tchèque. Elle est protégée en tant que monument national.
Les origines de l'église remontent au XIIe siècle (vers 1125). Pendant le XIVe siècle, elle est reconstruite en style romano-gothique. À cette époque, elle était une église paroissiale.
Au XIXe siècle, la tour romane est détruite par la foudre, et remplacée par une néo-romane entre 1876 et 1880. La peinture au-dessus de l'autel de la Vierge Marie est créée en 1861. De nombreuses réparations ont été effectuées en 1948, la façade est rénovée en 2000 avec le soutien financier de la ville de Prague.

## Source
- (en) Cet article est partiellement ou en totalité issu de l’article de Wikipédia en anglais intitulé « Church of the Nativity of the Virgin Mary (Prague) » (voir la liste des auteurs).